# Pine Grove (Contea di Schuylkill, Pennsylvania)
Pine Grove è un comune (borough) degli Stati Uniti d'America, situato nello stato della Pennsylvania, nella contea di Schuylkill.